# Felix Katongo
Felix Katongo, född 18 april 1984 i Mufulira, är en zambisk fotbollsspelare som spelar för Al Ittihad Alexandria Club. Hans äldre bror Christopher Katongo är även han fotbollsspelare.

## Karriär
Felix Katongo har representerat klubbar i en rad olika länder som Zambia, Sydafrika, Angola, Frankrike och Libyen. Tiden i Al-Ittihad i Libyen blev turbulent då Libyska inbördeskriget bröt ut 2011. Katongo avslutade sitt kontrakt och den zambiska regeringen skickade ett plan så Katongo kunde återvända till Zambia.
Sedan Katongos landslagsdebut 2004 har han deltagit i Afrikanska Mästerskapet 2006, 2008, 2010, 2012 samt 2013.

## Meriter
Zambia
- Afrikanska Mästerskapet: 2012